# Harpalejeunea delessertii
Harpalejeunea delessertii là một loài Rêu trong họ Lejeuneaceae. Loài này được (Grolle) Stephani mô tả khoa học đầu tiên năm 1913.